# 张一诺
张一诺（1994年7月14日—），是一名中国足球运动员，现效力于中国足球协会甲级联赛球队成都蓉城。

## 俱乐部生涯
2005年，张一诺在成都参加友谊赛时被成都足协相中，转到成都棠湖中学练习足球，之后进入成都足协德瑞培训中心。2011年城运会后，他正式加盟成都谢菲联。 2013年，他正式进入成都谢菲联一线队名单。 2013年9月21日，由于球队主力门将王毅感冒发烧，张一诺上演职业生涯首秀，帮助球队2比0击败延边长白虎。 之后他坐稳球队主力的位置，在赛季的剩余5场比赛都获得首发。2014赛季，他继续担任球队主力门将，出场28次，但成都天诚在赛季结束后降级并解散。
2015年2月9日，张一诺转会加盟中国足球超级联赛球队上海申鑫。 2015年4月18日，他在上海申鑫主场1比4不敌长春亚泰的比赛首发出场，上演中超联赛首秀。